# L'odio
L'odio (La Haine) è un film del 1995 scritto e diretto da Mathieu Kassovitz, vincitore del Premio per la miglior regia al Festival di Cannes.
La pellicola, girata in bianco e nero, prende spunto dalla reale uccisione di un ragazzo delle banlieue di Parigi da parte della polizia. Nella versione originale i dialoghi sono in verlan, un gergo parigino caratterizzato dall'inversione delle sillabe di una parola per crearne una nuova.

## Trama
(La voce narrante di Hubert nella scena iniziale del film)
Vinz, Hubert e Said sono tre amici originari della banlieue di Parigi che vivono nel clima di tensione che attanaglia la periferia della capitale francese a seguito degli scontri tra manifestanti e polizia verificatesi dopo il pestaggio, da parte di un agente, di un ragazzo fermato per dei controlli, Abdel, che è rimasto in fin di vita.
Vinz, che proviene da una famiglia ebraica, è un giovane pieno di rabbia e irrequieto a cui piace fare il duro. Ha però dei momenti in cui vacilla, e cioè quando vede comparire una mucca fra i palazzi, mucca che i suoi amici non vedono. Hubert è un ragazzo nero che cerca di vivere in tranquillità assieme alla sua famiglia ma il cui sogno di diventare pugile svanisce quando, durante gli scontri notturni, la palestra che gestiva viene distrutta; Said, infine, è un giovane maghrebino che cerca di cavarsela come può, aiutato sia dal fratello che da un poliziotto di origine araba come lui che cerca di tenere tutto il gruppetto fuori dai guai.
I tre passano le loro giornate bighellonando in giro con gli altri ragazzi del quartiere meditando vendetta nei confronti della polizia: Vinz, in particolare, è il più scalmanato dei tre anche perché è entrato in possesso di una pistola persa da un agente e rivela agli amici che intende usarla per uccidere un poliziotto qualora Abdel muoia in modo da pareggiare i conti.
Vinz e Hubert accompagnano quindi Said in città, dove deve farsi restituire dei soldi, ma la serata precipita. I tre si fanno prendere in giro da uno spacciatore di droga. Quindi Hubert e Said vengono fermati dalla polizia e trattenuti con la forza, poi i tre tentano di rubare un'auto e infine devono vedersela con un gruppetto di naziskin. Vinz, usando la sua pistola, riesce a salvare i suoi amici e rapire uno dei fanatici. Hubert, stanco delle sue messinscene, incita l'amico ad uccidere l'ostaggio dopo che viene diffusa la notizia della morte di Abdel. Vinz rinuncia e consegna la pistola al più coscienzioso Hubert.
Non appena tornati a casa i tre vengono fermati da una volante della polizia guidata da un poliziotto in borghese (che nella scena iniziale sul tetto ebbe a che dire con Vinz) che, gesticolando con la pistola, uccide involontariamente Vinz; Hubert e il poliziotto si puntano quindi le armi addosso mentre Said chiude gli occhi prima degli spari.

## Controversie
Il film fu un successo di critica e di incassi, ma provocò grandi polemiche in Francia per il suo punto di vista sulla violenza urbana e sulla polizia. L'allora primo ministro Alain Juppé organizzò una proiezione speciale del film chiedendo ai membri del suo dipartimento di partecipare, ma gli agenti di polizia presenti voltarono le spalle alla proiezione in segno di protesta contro il ritratto della brutalità della polizia rappresentato dal film. Stessa cosa successe durante il Festival di Cannes 1995, dove i poliziotti presenti per garantire l’ordine sul red carpet, voltarono le spalle al cast

## Premi e riconoscimenti
- 1995 – Festival di Cannes
  - Premio per la miglior regia a Mathieu Kassovitz
- 1995 – European Film Awards
  - Miglior film giovane a Mathieu Kassovitz
- 1996 – Premi César
  - Miglior film a Mathieu Kassovitz
  - Miglior montaggio a Mathieu Kassovitz e Scott Stevenson
  - Miglior produttore a Christophe Rossignon
- 1996 – Premi Lumière
  - Miglior film a Mathieu Kassovitz
  - Miglior regista a Mathieu Kassovitz
- 1996 – Film Critics Circle of Australia Awards
  - Miglior film in lingua straniera